# 尤德觀鳥園

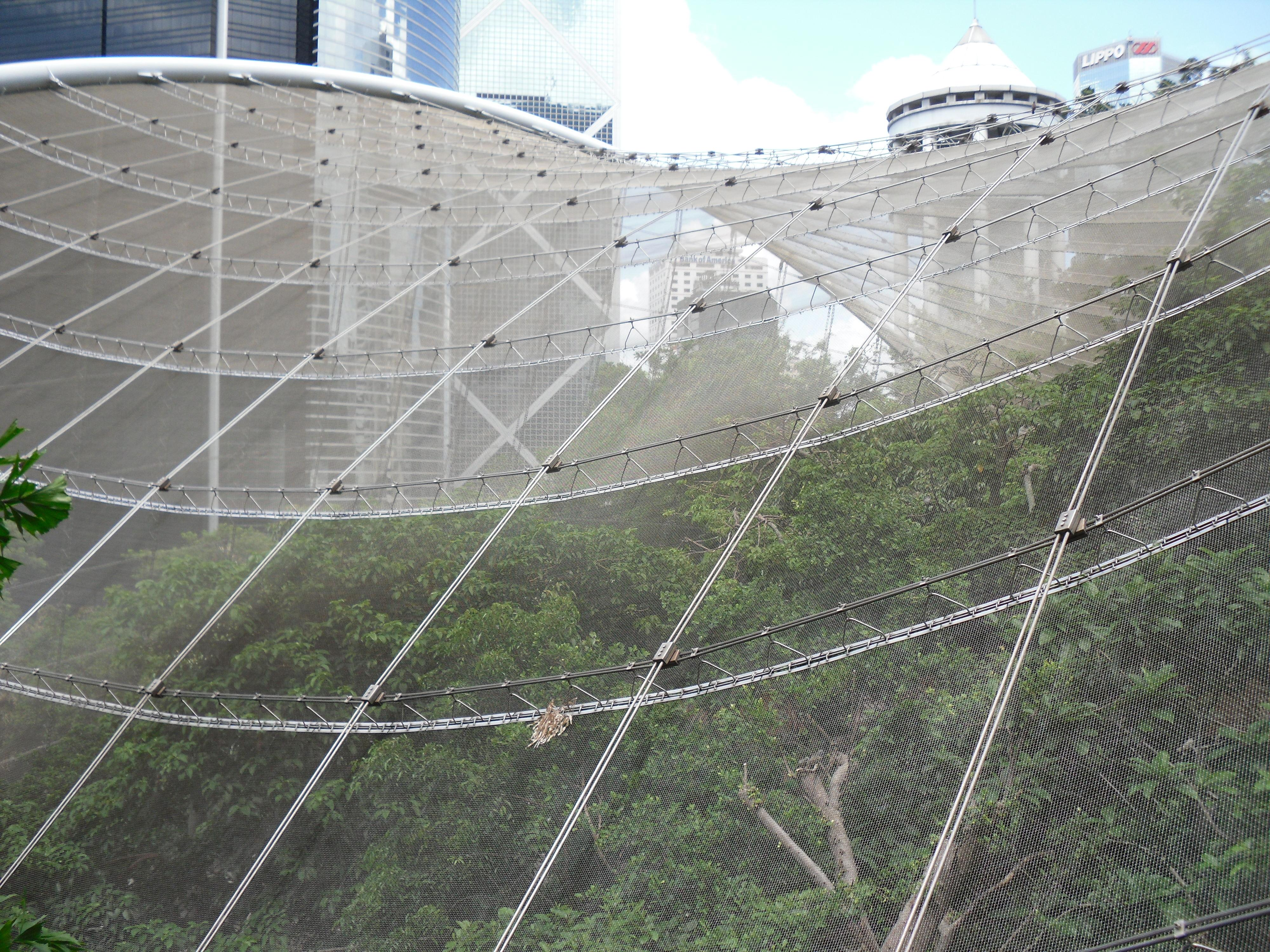
觀鳥園外觀

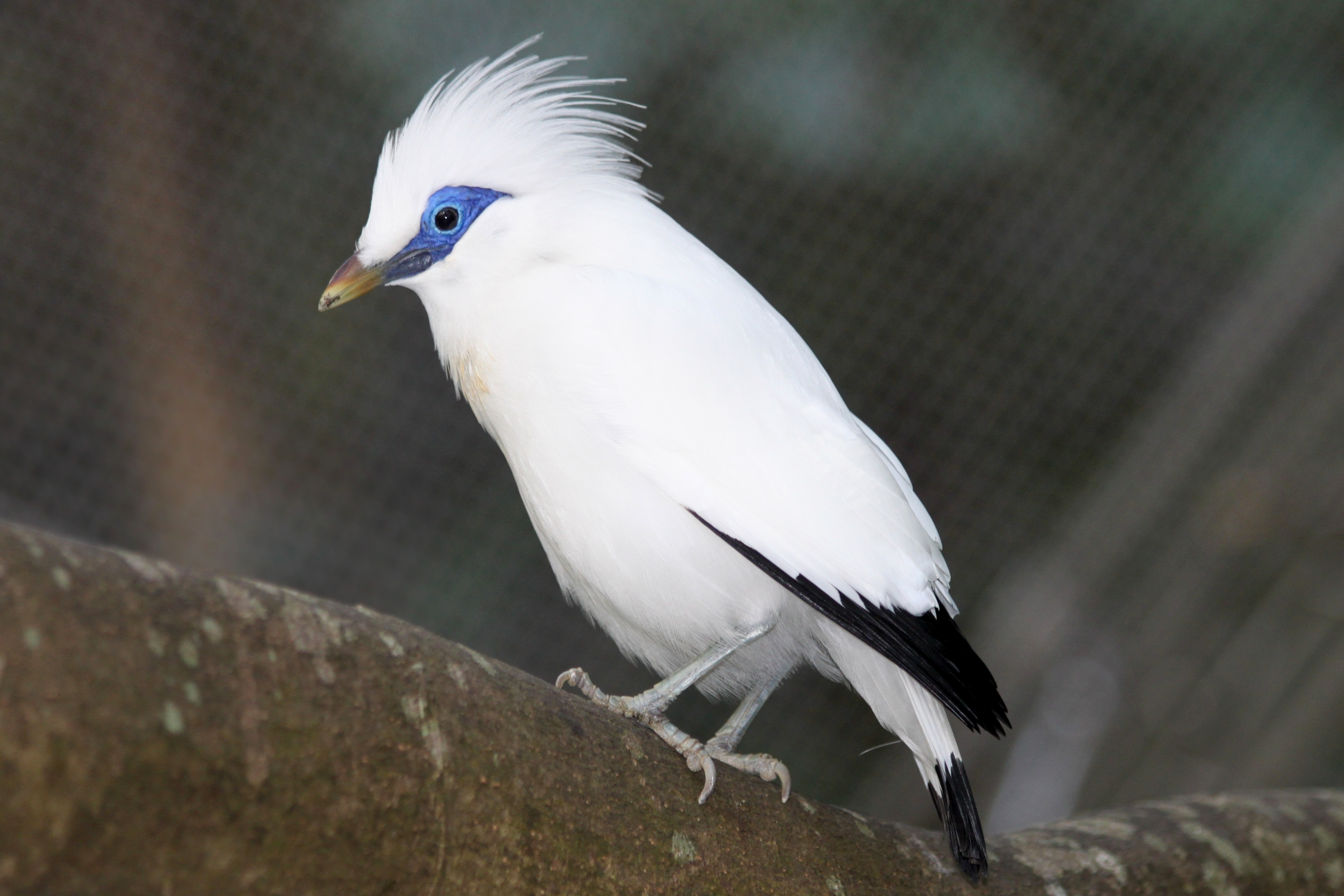
園內繁殖長冠八哥

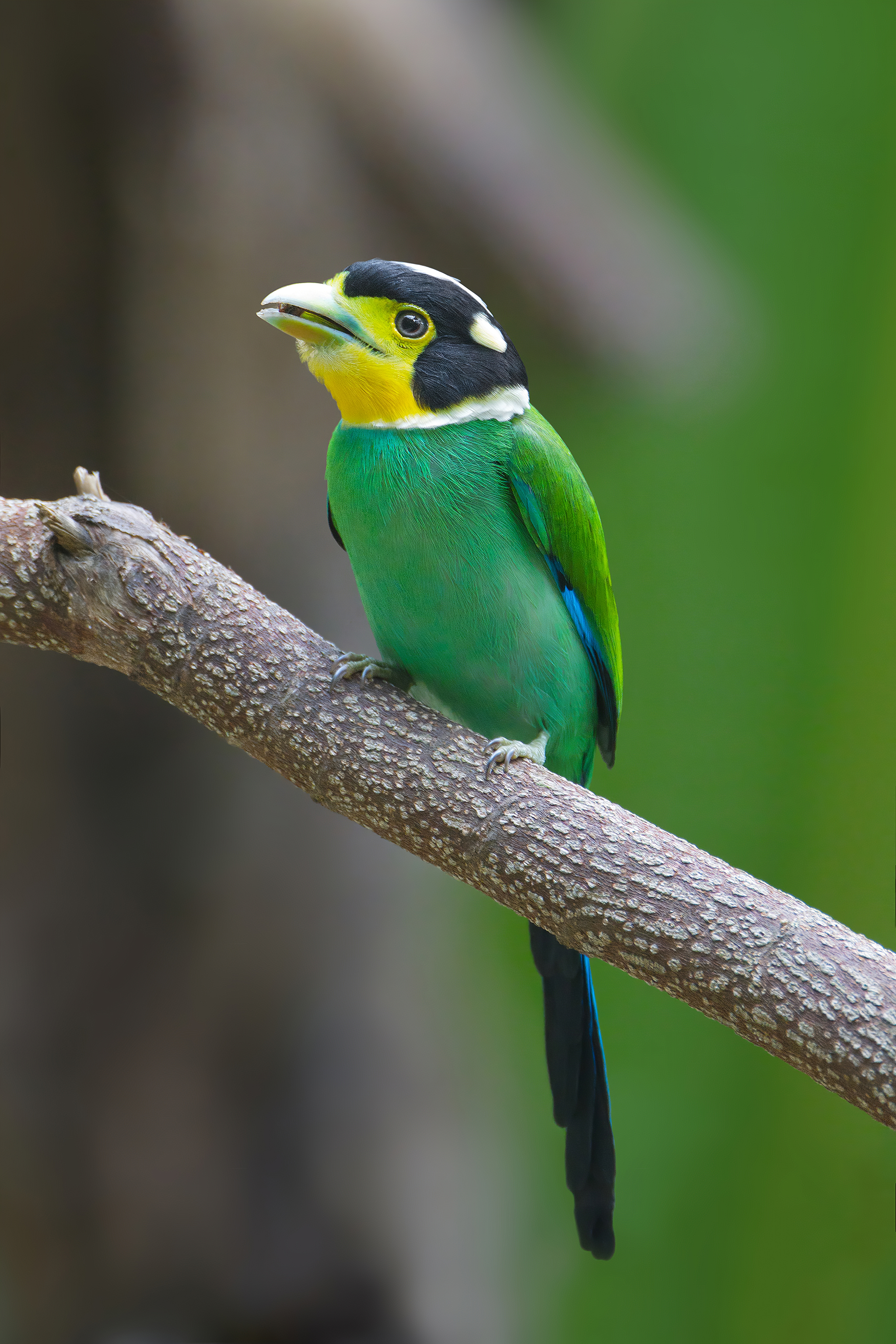
長尾闊嘴鳥

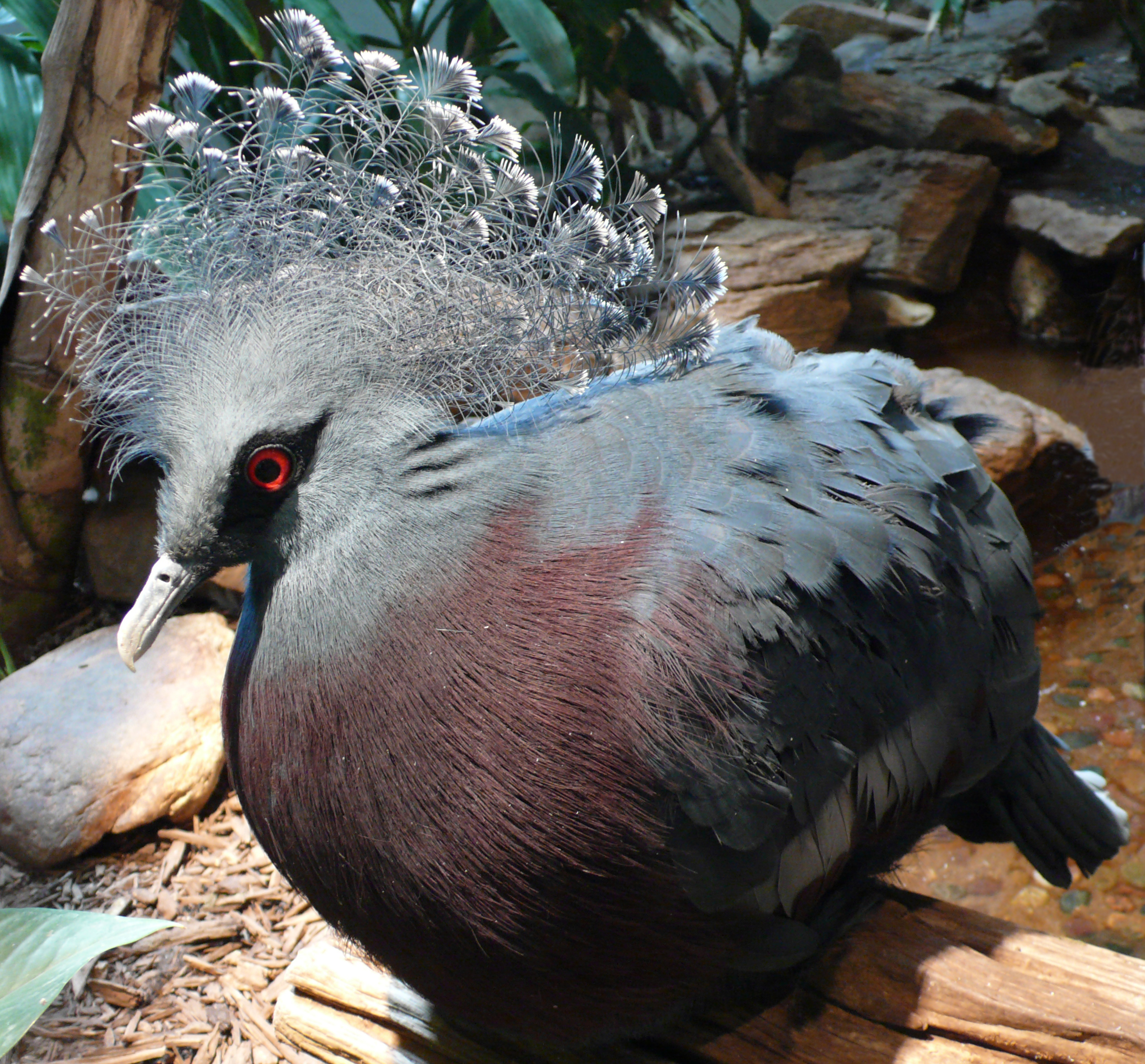
維多利亞冠鳩

尤德觀鳥園（英語：Youde Aviary）在香港金鐘的香港公園內，佔地3,000平方米，是世界上最大的觀鳥園之一。觀鳥園的雀鳥可隨意在遊客四周活動。

## 設計構思
市政局管理的香港公園於1992年9月開放剛剛建好的觀鳥園供市民參觀。觀鳥園以已故香港總督尤德爵士命名。他於1982年至1986年出任港督。
觀鳥園設有一條行人天橋，輪椅亦可使用；遊人可以在不同高度觀看樹、植物及雀鳥，並由不同角度欣賞園內的全景。
園內底層設有淺水池和小瀑布，流向園內地勢較低的那一邊，最後在一個大型水池滙合。這個水池及位於園外出口的小型人工湖相連，在禽流感出現前，人工湖是欣賞水禽的地方。
在觀鳥園的入口那裡展出了不少圖文並茂的資料，介紹熱帶雨林的結構及生態系統，而且還特別介紹林內雀鳥群落。出口位於園內地勢較低的那一邊，遊人可沿著行人天橋單向漫步而下，沿途設有多個觀景台。
為免觀鳥園內出現礙眼的支柱，建築師利用4個跨越整個觀鳥園的巨大拱架，將不透鋼圍網托起來。圍網覆蓋範圍約3000平方米。上蓋最高點離園內底部達30米。
除了現有樹木，觀鳥園內外亦種了大量植物；假以時日，會遮住大部分圍網。

## 展覽主題
展出的雀鳥來自馬來西亞熱帶雨林，近年園內亦養了本地林鳥。
馬來群島是一個植物區，範圍廣闊，由馬來半島及大巽他群島（即蘇門答臘、婆羅洲和爪哇）、菲律賓和所有印度尼西亞島嶼起，伸展至新畿內亞及俾斯麥群島。
這些雨林有地球上最高的雨林樹木，亦是多種動物棲息之地。

## 雀鳥品種
觀鳥園的雀鳥，大多來自馬來群島，但近年亦有飼養本地鳥種，例如珠頸斑鳩。有在地上棲息的雉雞、中國鷓鴣、鳩鴿及鶇等。有些品種，例如產新畿內亞的維多利亞冠鳩，現在仍是瀕危物種。還有大眼斑雉、擬啄木鳥、鳴禽類等。總數大約90品種近700隻。
以前有養鼷鹿，在觀鳥園內可自由奔跑，現在已停養。

## 植物品種
觀鳥園興建前，山谷已經有一些成齡樹；公園施工期間，那些樹木大都得以保存。此外，觀鳥園亦種了大量樹木。
園內盡可能引入源自馬來群島的植物或相似品種，以適應香港冬天。
樹木品種主要為無花果樹（例如不同品種榕樹）、木棉、石栗、棕櫚樹、竹及羊齒植物等，豐富林內植物品種。

## 水禽湖

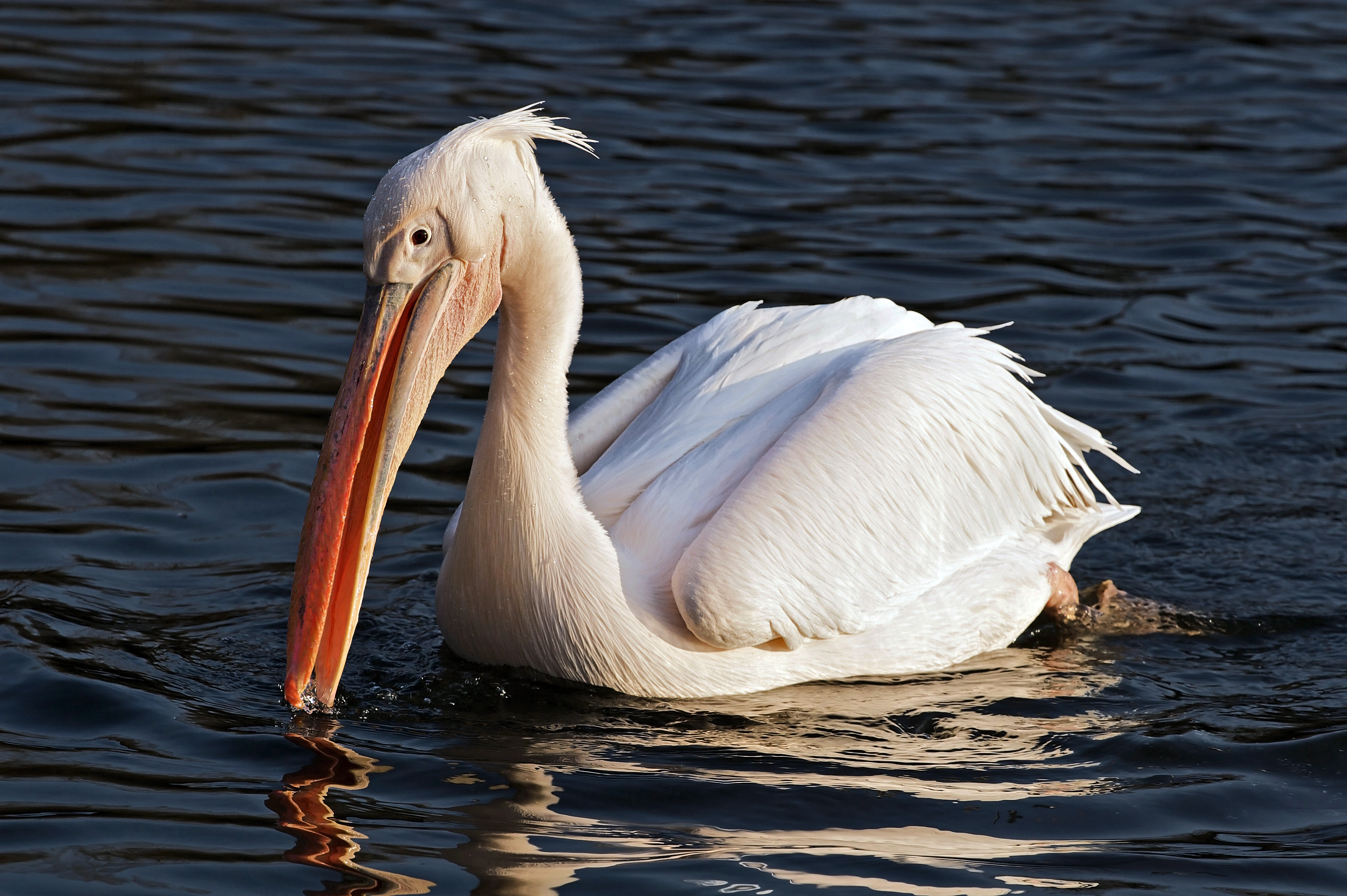
白鵜鶘

水禽湖位於觀鳥園旁邊，原本是飼養塘鵝及其他水禽的地方。自從禽流感爆發後，為免受到感染，塘鵝已遷至園內飼養，水禽湖亦已荒廢。
2005年9月，從澳洲運至的3隻塘鵝，若水禽湖未棄用，應該會在該地繼續養。

## 雀鳥展覽區

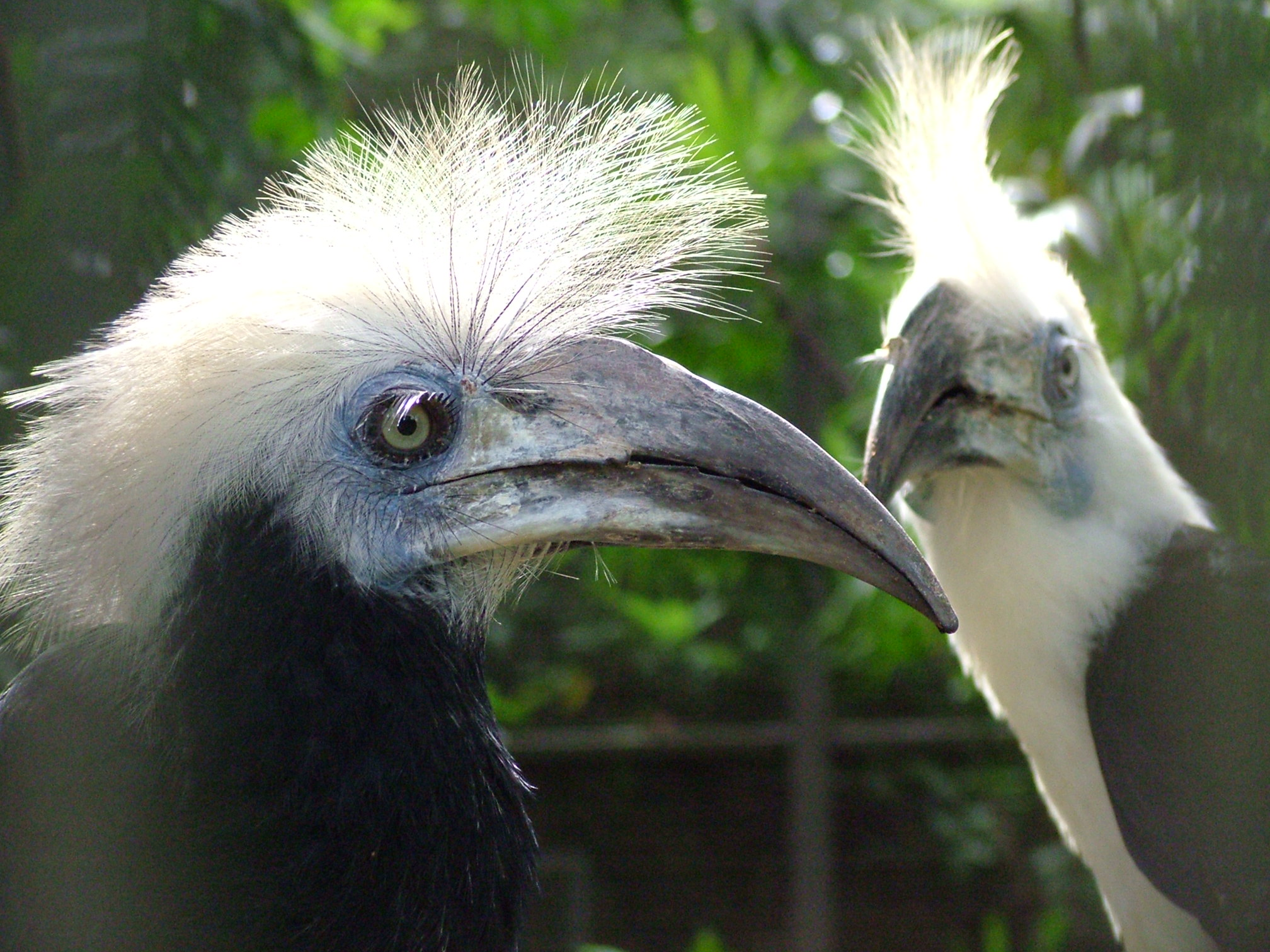
長冠犀鳥

由於體型大的犀鳥會捕捉其他雀鳥吃，所以觀鳥園編了牠們在入口旁的展覽區內。

## 開放時間
尤德觀鳥園於每天的上午9時正至下午5時正開放。

## 參看
- 香港公園